# Nathaniel (personaje)
Nathaniel (Londres, 1988), también conocido como John Mandrake, es un personaje ficticio y protagonista de la serie de literatura juvenil conocida como la Trilogía de Bartimeo, del autor Jonathan Stroud.
Nathaniel es descrito como un chico pálido y delgado, con largo cabello oscuro y ojos azules. A pesar de que en su niñez tiene una personalidad tímida, sumisa y reservada, con el paso del tiempo se va revelando su verdadero carácter aventurero y competidor, logrando convertirse en el empleado más joven del ministerio. Nathaniel atraviesa, a lo largo de la serie, por diferentes sucesos que ponen en conflicto constante su estabilidad mental y sus verdaderos valores e ideologías, pero es gracias al apoyo de su genio, Bartimeo, que termina superando cualquiera sean las adversidades.

## Biografía
Extracto del primer libro: El amuleto de Samarkanda.
- Como la gran mayoría de los magos, Nathaniel es hijo de plebeyos (no magos). Fue cedido al nacer, por sus padres biológicos, al Gobierno de Londres, con el objetivo de que una familia de hechiceros lo adoptase y criase como propio.
- Fue encomendado a un hechicero, empleado del ministerio de asuntos internos, llamado Arthur Underwood para que lo instruyera en la magia y en el resto de ciencias que debía conocer. El hombre era un hechicero de bajo rango y carácter arrogante, que no supo ver el potencial prematuro que demostraba Nathaniel, razón por la que este nunca se llevó bien con él. En cambio, pronto tuvo confianza con la esposa de Arthur (su madre adoptiva), Martha Underwood y con su profesora de dibujo, la señorita Lutyens.
- Durante su período de instrucción como hechicero con la familia Underwood, Arthur le pide a Nathaniel que cambie su nombre real por uno alternativo, por razones de seguridad en el futuro. Es en este momento en que pasa a ser conocido como John Mandrake.
- Un desafortunado día, un poderoso hechicero conocido como Simon Lovelace, humilló a Nathaniel en frente de sus padres magos y la profesora Lutyens. Después del incidente, Nathaniel invoca a un demonio-genio llamado Bartimeo y le encomienda la misión de robar el Amuleto de Samarkanda (un poderoso objeto mágico con la capacidad de absorber hechizos malignos) de la casa de Lovelace a modo de venganza. Más adelante, Lovelace logra recuperar su Amuleto, asesinando al señor y señora Underwood en el proceso, pero Nathaniel logra escapar.
- Gracias a una serie de revelaciones que ocurren durante la trama del libro, Nathaniel descubre una conspiración planeada por Lovelace y sus cómplices contra el primer ministro, Rupert Devereaux, y el resto de su gabinete. Mandrake finalmente logra vencer a Ramuthra (un espíritu más poderoso que los marids) con la ayuda de Bartimeo y recupera el amuleto, devolviéndoselo al primer ministro (ya que era un objeto robado por Lovelace originalmente). A modo de agradecimiento, Devereaux asegura a Nathaniel (John Mandrake en adelante) una buena formación con la que llegar a ser miembro del ministerio, de la mano de su nueva tutora Jessica Whitwell. Al final del libro, Mandrake libera a Bartimeo de su esclavitud para que vuelva al Otro Lado, tal como habían pactado.

Extracto del segundo libro: El ojo del Golem.
- Aunque Mandrake prometió dejar marchar a Bartimeo para siempre, no pasan ni tres años cuando se ve "forzado" a volver a invocarlo. Nathaniel le promete a Bartimeo que, si lo ayudaba durante 6 semanas a descubrir qué o quiénes estaban detrás de los atentados perpetrados contra el gobierno y la ciudad Londres, que venían acosándolo hacia meses, entonces lo dejaría partir.

- Los principales sospechosos de los incidentes eran un grupo de plebeyos conocidos como La Resistencia, cuyo objetivo era suscitar una rebelión contra el poder del Gobierno de los Hechiceros por todo el acoso y la corrupción que los mismos ejercían sobre ellos y sus vidas. La integrante líder del grupo pasa a ser Kitty Jones después de varios sucesos que marcan su vida, y que le hacen tomar conciencia, de primera mano, de las injusticias que los hechiceros cometían contra gente como ella.
- Nathaniel pasa a tener una personalidad más autoritaria y taciturna contra el resto de gente y sus genios, al mismo tiempo que trata de cumplir con los deseos del primer ministro y procura no incomodar a sus superiores.
- Más adelante, Bartimeo descubre que los incidentes más severos ocurridos en Londres estaban relacionados con la presencia de un Golem, un ente legendario de gran poder que solo había sido invocado un par de veces en la historia, pues requería de una serie de pasos a seguir que solo conocía un grupo reducido de personas. Mandrake se embarca en un viaje para tratar de descubrir al/los amo/s que se ocultaba/n detrás del manejo del Golem. Paralelamente, el grupo policial del Gobierno, encabezado por Henry Duvall y su aprendiz, Jane Farrar, deciden estudiar por separado los incidentes, llegando a una conclusión distinta en donde La Resistencia son los principales culpables.
- Ante la falta de pruebas y resultados convincentes de Mandrake, Duvall exige que él y su equipo pasar a tener el control completo de la operación, dejando a Mandrake en segundo plano. Sin embargo, el primer ministro decide darle más oportunidades a Nathaniel, gracias a su relación coordial. y la palabra de su genio.
- Cerca del final del libro, Mandrake decide utilizar el Baston de Gladstone (robado de su tumba por La Resistencia, muriendo muchos de ellos en el acto) para acabar con el Golem, pero como no cuenta con los conocimientos y el poder necesario para utilizarlo, se desploma desmayado. Antes de que el Golem pudiese matarlo, Kitty Jones lo desactiva, sacándole el pergamino controlador de su boca y salvando la vida de Mandrake en el proceso. El Golem finalmente se desploma y muere, revelando a su verdadero amo en el proceso, quién resulta ser Henry Duvall.
- Kitty Jones, gracias a la confusión, logra escapar pero toma la decisión de quedarse en Londres para poder seguir manteniendo la lucha por sus ideales y la defensa de los plebeyos, aun a pesar de que La Resistencia se había disuelto. debido al fallecimiento de varios de sus miembros líderes.
- Bartimeo le cuenta a Mandrake que fue Kitty quien le salvó la vida, pero le miente diciéndole que esta había muerto en el acto, por lo que Mandrake detiene su búsqueda, aunque con una sensación de contrariedad y melancolía por no haberle podido agradecer.

Extracto del tercer libro: La puerta de Ptolomeo.
- Luego de haber cumplido 17 años, Mandrake, ascendido a Ministro de Información, debe tomar las riendas de un posible caso de conspiración que estaba emergiendo desde las entrañas mismas del Ministerio. Para ello vuelve a utilizar la ayuda de Bartimeo, a quien le encomienda la misión de buscar a un desconocido personaje conocido como Clem Hopkins, a quien se creía como cabecilla del grupo.
- No pasa mucho tiempo hasta que Bartimeo logra dar con parte del plan, pero es descubierto y casi asesinado en el proceso. Este altercado deja en jaque la posición privilegiada que tenía Mandrake en el gobierno, pendiendo su estatus y credibilidad de un hilo.
- Luego de que Nathaniel dejara partir a Bartimeo para que su esencia pudiese sanar, Kitty Jones, quién se encontraba prófuga con un nombre falso, lo invoca, luego de más de 3 años de estrategia y lectura de conocimientos mágico. Kitty no logra llegar a ningún acuerdo con Bartimeo por no demostrar confianza plena en él, haciendo que sus planes de combatir a los hechiceros con su ayuda no prosperen.
- Nathaniel, quien se encontraba muy paranoico, pues creía que todas las miradas se cernían en él, juzgándolo, descubre accidentalmente que Kitty Jones estaba realmente viva y da con su dirección y nombre actual. Para apartarse del trabajo, decide ir a visitarla para poder decirle aquellas palabras que le envolvían la cabeza desde hacía años.
- Poco después de reencontrarse, el dramaturgo, Quentin Makepeace (amigo forzoso de Nathaniel) invita a Mandrake y Jones a su nueva obra de teatro, la cual venía planeando desde hacía meses. Mandrake, viendo que no podía negarse, pues ser amigo de Makepeace le representaba una posición estratégica (ya que también era amigo de Rupert Devereaux), decide ir con su invitada. El evento termina desastrosamente mal, con Makepeace amordazando y secuestrando a casi todos los miembros importantes del Gobierno, a excepción de Nathaniel y Kitty.
- Nathaniel se lamenta de no haber detectado las verdaderas intenciones de Quentin mucho antes, pero ahora es un rehén de este y debe ver, de primera mano, como se desarrollaba toda la conspiración.
- Sin embargo, la idea de Quentin Makepeace de fusionar su cuerpo con la esencia de un demonio de muy alto nivel, de nombre Nouda, no sale como él esperaba, tomando Nouda el control total de su cuerpo. El marid Nouda decida llevar a cabo su propio plan, una venganza colectiva contra la esclavitud perpetrada por los hechiceros hacia ellos.
- Nouda forma una milicia conformada por espíritus que controlaban los cuerpos de los distintos miembros del Gobierno, toman el control total de este y salen hacia el exterior del mundo con el objetivo de destruir la ciudad de Londres entera.
- Mandrake y Jones logran apartarse y escapar de la situación, pero no tienen ni la energía ni el poder necesario para combatir la invasión.
- Kitty Jones contacta con Bartimeo, logrando la hazaña legendaria de cruzar al Otro Lado, y le pide que le ayuden a salvar el mundo. Bartimeo, viendo la valentía que demostraba Kitty (igual a la de Ptolomeo, su antiguo y querido amo), finalmente acepta y se somete a la fusión de su esencia con el cuerpo de Nathaniel, este posibilita combinar su poder (el de Bartimeo) con su conocimiento (el de Nathaniel). Armados con el Baston de Gladstone, van pulverizando a los distintos espíritus repartidos por toda la ciudad.
- Al final del libro, Nathaniel y Bartimeo deciden armar un plan para acabar con Nouda, quien era inmune a la magia del Bastón. El plan llevaba inexorablemente a la muerte de ambos, pues requería destruir todo el Palacio de Cristal, en donde se encontraban luchando.
- Nathaniel no le cuenta este último desenlace a Kitty Jones, animándola a irse y diciéndole que él se encontrará bien.
- Finalmente, luego de que Kitty Jones escapara y salvara a los demás plebeyos, Nathaniel y Bartimeo se preparan para la última batalla. Sin embargo, antes de realizar el ataque, Nathaniel deja partir a Bartimeo (tal como lo hizo Ptolomeo años atrás) para que este pudiese sobrevivir. Se despiden brevemente y Nathaniel asienta el golpe final, destruyendo a Nouda pero muriendo él también en el proceso. De esa manera acaba la historia de John Mandrake.